# Comuna Stănești, Vâlcea
Stănești este o comună în județul Vâlcea, Oltenia, România, formată din satele Bărcănești, Cioponești, Cuculești, Gârnicetu, Linia Dealului, Stănești (reședința), Suiești, Valea Lungă și Vârleni.

## Demografie
Componența etnică a comunei Stănești
     Români (93,53%)
     Alte etnii (0%)
     Necunoscută (6,47%)
Componența confesională a comunei Stănești
     Ortodocși (93,02%)
     Alte religii (0,51%)
     Necunoscută (6,47%)
Conform recensământului efectuat în 2021, populația comunei Stănești se ridică la 989 de locuitori, în scădere față de recensământul anterior din 2011, când fuseseră înregistrați 1.270 de locuitori. Majoritatea locuitorilor sunt români (93,53%), iar pentru 6,47% nu se cunoaște apartenența etnică. Din punct de vedere confesional, majoritatea locuitorilor sunt ortodocși (93,02%), iar pentru 6,47% nu se cunoaște apartenența confesională.

## Politică și administrație
Comuna Stănești este administrată de un primar și un consiliu local compus din 9 consilieri. Primarul, Mugurel Bușe[*],  politician independent, este în funcție din 1 noiembrie 2024. Începând cu alegerile locale din 2024, consiliul local are următoarea componență pe partide politice:
|  | Partid                          | Consilieri | Componența Consiliului | Componența Consiliului | Componența Consiliului | Componența Consiliului | Componența Consiliului |
|  | ------------------------------- | ---------- | ---------------------- | ---------------------- | ---------------------- | ---------------------- | ---------------------- |
|  | Partidul Național Liberal       | 5          |                        |                        |                        |                        |                        |
|  | Forța Dreptei                   | 2          |                        |                        |                        |                        |                        |
|  | Alianța pentru Unirea Românilor | 1          |                        |                        |                        |                        |                        |
|  | Partidul Social Democrat        | 1          |                        |                        |                        |                        |                        |